# Lily Afshar
Lily Afshar (Teherán, 1960. március 9. – Tonekábon, 2023. október 24.) iráni-amerikai klasszikus gitáros.

## Pályakép
Iskolái: Florida Állami Egyetem, New England Conservatory of Music, Boston Conservatory at Berklee.
Aközött a tizenkét gitáros között volt, akik Andrés Segovia előtt játszottak a dél-kaliforniai egyetemen tartott mesterkurzuson.
Az Amerikai Egyesült Államok Afrikai Információs Ügynökségének művészeti nagykövete.

## Lemezek
- Caprichos de Goya, Op. 195 – CD (1994)
- A Jug of Wine and Thou – CD (1999)
- Possession – CD (2002)
- Hemispheres – CD (2006)
- Virtuoso Guitar – DVD (2008)
- One Thousand and One Nights – CD (2013)
- Musica da Camera – CD (2013)
- Bach on Fire – CD (2014)
- Classical Guitar Secrets Vol. 1 – DVD (2011)
- Classical Guitar Secrets Vol. 2 – DVD (2011)
- Five Popular Persian Ballads – Mel Bay (2000)
- Essential Bach for Guitar Arranged by Lily Afshar (2012)
- Classical Guitar Collection Vol. 1 – DVD (2016)
- Classical Guitar Collection Vol. 2 – DVD (2016)
- Scarlatti and Weiss for Guitar (2016)
- Spanish Composers for Classical Guitar (2016)
- Valses Poeticos by Enrique Granados (2016)

## Díjak
- 1989: first woman in the world to be awarded a Doctor of Music in Guitar Performance
- 1986: played for Andres Segovia in his master classes
- Winner of 2000 Eminent Faculty Award at the University of Memphis
- Winner of 2000 Orville H. Gibson Award for Best Female Classical Guitarist
- Winner of 2011 Distinguished Alumni Award from the Boston Conservatory